# Dominica op de Gemenebestspelen

Vlag van Dominica

Dominica is een eiland dat deelneemt aan de Gemenebestspelen (of Commonwealth Games). Sinds 1958 heeft Dominica elfmaal deelgenomen. In totaal over deze elf edities won Dominica drie medailles, twee in 2018 en een in 2022.

## Medailles
| Dominica op de Gemenebestspelen | Dominica op de Gemenebestspelen | Dominica op de Gemenebestspelen | Dominica op de Gemenebestspelen | Dominica op de Gemenebestspelen | Dominica op de Gemenebestspelen |
| ------------------------------- | ------------------------------- | ------------------------------- | ------------------------------- | ------------------------------- | ------------------------------- |
| Jaar                            | Goud                            | Zilver                          | Brons                           | Totaal                          | Rang                            |
| 1958                            | -                               | -                               | -                               | -                               | /                               |
| 1962                            | -                               | -                               | -                               | -                               | /                               |
| 1970                            | -                               | -                               | -                               | -                               | /                               |
| 1994                            | -                               | -                               | -                               | -                               | /                               |
| 1998                            | -                               | -                               | -                               | -                               | /                               |
| 2002                            | -                               | -                               | -                               | -                               | /                               |
| 2006                            | -                               | -                               | -                               | -                               | /                               |
| 2010                            | -                               | -                               | -                               | -                               | /                               |
| 2014                            | -                               | -                               | -                               | -                               | /                               |
| 2018                            | -                               | 1                               | 1                               | 2                               | 33                              |
| 2022                            | -                               | 1                               | -                               | 1                               | 35                              |